# Potoci, Neamț
Potoci este un sat ce aparține orașului Bicaz din județul Neamț, Moldova, România.